# Список астероїдів (15201—15300)
| Назва                              | Тимчасове позначення | Дата відкриття    | Місце відкриття                   | Відкривач                        |
| ---------------------------------- | -------------------- | ----------------- | --------------------------------- | -------------------------------- |
| (15201) 1976 UY                    | 1976 UY              | 31 жовтня 1976    | Обсерваторія Ла-Сілья             | Річард Вест                      |
| 15202 Ямадахококу (Yamada-Houkoku) | 1977 EM5             | 12 березня 1977   | Обсерваторія Кісо                 | Хірокі Косаї, Кіїтіро Фурукава   |
| 15203 Гришанін (Grishanin)         | 1978 SS6             | 26 вересня 1978   | КрАО                              | Журавльова Людмила Василівна     |
| (15204) 1978 UG                    | 1978 UG              | 28 жовтня 1978    | Станція Андерсон-Меса             | Г. Л. Джіклас                    |
| (15205) 1978 VC4                   | 1978 VC4             | 7 листопада 1978  | Паломарська обсерваторія          | Е. Гелін, Ш. Дж. Бас             |
| (15206) 1978 VJ6                   | 1978 VJ6             | 6 листопада 1978  | Паломарська обсерваторія          | Е. Гелін, Ш. Дж. Бас             |
| (15207) 1979 KD                    | 1979 KD              | 19 травня 1979    | Обсерваторія Ла-Сілья             | Річард Вест                      |
| (15208) 1979 MW1                   | 1979 MW1             | 25 червня 1979    | Обсерваторія Сайдинг-Спрінг       | Е. Гелін, Ш. Дж. Бас             |
| (15209) 1979 ML2                   | 1979 ML2             | 25 червня 1979    | Обсерваторія Сайдинг-Спрінг       | Е. Гелін, Ш. Дж. Бас             |
| (15210) 1979 MU2                   | 1979 MU2             | 25 червня 1979    | Обсерваторія Сайдинг-Спрінг       | Е. Гелін, Ш. Дж. Бас             |
| (15211) 1979 MW3                   | 1979 MW3             | 25 червня 1979    | Обсерваторія Сайдинг-Спрінг       | Е. Гелін, Ш. Дж. Бас             |
| 15212 Ярославль (Yaroslavlʹ)       | 1979 WY3             | 17 листопада 1979 | КрАО                              | Людмила Черних                   |
| (15213) 1980 UO1                   | 1980 UO1             | 31 жовтня 1980    | Паломарська обсерваторія          | Ш. Дж. Бас                       |
| (15214) 1981 DY                    | 1981 DY              | 28 лютого 1981    | Обсерваторія Сайдинг-Спрінг       | Ш. Дж. Бас                       |
| (15215) 1981 EH13                  | 1981 EH13            | 1 березня 1981    | Обсерваторія Сайдинг-Спрінг       | Ш. Дж. Бас                       |
| (15216) 1981 EX14                  | 1981 EX14            | 1 березня 1981    | Обсерваторія Сайдинг-Спрінг       | Ш. Дж. Бас                       |
| (15217) 1981 ET19                  | 1981 ET19            | 2 березня 1981    | Обсерваторія Сайдинг-Спрінг       | Ш. Дж. Бас                       |
| (15218) 1981 EO41                  | 1981 EO41            | 2 березня 1981    | Обсерваторія Сайдинг-Спрінг       | Ш. Дж. Бас                       |
| (15219) 1981 EY42                  | 1981 EY42            | 2 березня 1981    | Обсерваторія Сайдинг-Спрінг       | Ш. Дж. Бас                       |
| 15220 Сумеркін (Sumerkin)          | 1981 SC7             | 28 вересня 1981   | КрАО                              | Журавльова Людмила Василівна     |
| (15221) 1981 UA23                  | 1981 UA23            | 24 жовтня 1981    | Паломарська обсерваторія          | Ш. Дж. Бас                       |
| (15222) 1982 FL1                   | 1982 FL1             | 24 березня 1982   | Обсерваторія Клеть                | Антонін Мркос                    |
| (15223) 1984 SN4                   | 1984 SN4             | 21 вересня 1984   | Обсерваторія Ла-Сілья             | Анрі Дебеонь                     |
| (15224) 1985 JG                    | 1985 JG              | 15 травня 1985    | Станція Андерсон-Меса             | Едвард Бовелл                    |
| (15225) 1985 RJ4                   | 1985 RJ4             | 11 вересня 1985   | Обсерваторія Ла-Сілья             | Анрі Дебеонь                     |
| (15226) 1986 UP                    | 1986 UP              | 28 жовтня 1986    | Обсерваторія Клеть                | Зденька Ваврова                  |
| (15227) 1986 VA                    | 1986 VA              | 4 листопада 1986  | Обсерваторія Сайдинг-Спрінг       | Роберт Макнот                    |
| 15228 Ронміллер (Ronmiller)        | 1987 DG              | 23 лютого 1987    | Паломарська обсерваторія          | Керолін Шумейкер, Юджин Шумейкер |
| (15229) 1987 QZ6                   | 1987 QZ6             | 22 серпня 1987    | Обсерваторія Ла-Сілья             | Ерік Вальтер Ельст               |
| 15230 Алона (Alona)                | 1987 RF1             | 13 вересня 1987   | Обсерваторія Ла-Сілья             | Анрі Дебеонь                     |
| 15231 Едіта (Ehdita)               | 1987 RO5             | 4 вересня 1987    | КрАО                              | Журавльова Людмила Василівна     |
| (15232) 1987 SD13                  | 1987 SD13            | 24 вересня 1987   | Обсерваторія Ла-Сілья             | Анрі Дебеонь                     |
| (15233) 1987 WU4                   | 1987 WU4             | 26 листопада 1987 | Обсерваторія Клеть                | Антонін Мркос                    |
| (15234) 1988 BJ5                   | 1988 BJ5             | 28 січня 1988     | Обсерваторія Сайдинг-Спрінг       | Роберт Макнот                    |
| (15235) 1988 DA5                   | 1988 DA5             | 25 лютого 1988    | Обсерваторія Сайдинг-Спрінг       | Роберт Макнот                    |
| (15236) 1988 RJ4                   | 1988 RJ4             | 1 вересня 1988    | Обсерваторія Ла-Сілья             | Анрі Дебеонь                     |
| (15237) 1988 RL6                   | 1988 RL6             | 6 вересня 1988    | Обсерваторія Ла-Сілья             | Анрі Дебеонь                     |
| 15238 Hisaohori                    | 1989 CQ              | 2 лютого 1989     | Обсерваторія Ґейсей               | Тсутому Секі                     |
| 15239 Стенхаммар (Stenhammar)      | 1989 CR2             | 4 лютого 1989     | Обсерваторія Ла-Сілья             | Ерік Вальтер Ельст               |
| (15240) 1989 GF3                   | 1989 GF3             | 3 квітня 1989     | Обсерваторія Ла-Сілья             | Ерік Вальтер Ельст               |
| (15241) 1989 ST3                   | 1989 ST3             | 26 вересня 1989   | Обсерваторія Ла-Сілья             | Ерік Вальтер Ельст               |
| (15242) 1989 SX5                   | 1989 SX5             | 26 вересня 1989   | Обсерваторія Ла-Сілья             | Ерік Вальтер Ельст               |
| (15243) 1989 TU1                   | 1989 TU1             | 9 жовтня 1989     | Обсерваторія Ґекко                | Йошіакі Ошіма                    |
| (15244) 1989 TY2                   | 1989 TY2             | 7 жовтня 1989     | Обсерваторія Ла-Сілья             | Ерік Вальтер Ельст               |
| (15245) 1989 TP16                  | 1989 TP16            | 4 жовтня 1989     | Обсерваторія Ла-Сілья             | Анрі Дебеонь                     |
| 15246 Kumeta                       | 1989 VS1             | 2 листопада 1989  | Обсерваторія Кітамі               | Кін Ендате, Кадзуро Ватанабе     |
| (15247) 1989 WS                    | 1989 WS              | 20 листопада 1989 | Обсерваторія Кушіро               | Сейджі Уеда, Хіроші Канеда       |
| 15248 Hidekazu                     | 1989 WH3             | 29 листопада 1989 | Обсерваторія Кітамі               | Кін Ендате, Кадзуро Ватанабе     |
| (15249) 1989 YB5                   | 1989 YB5             | 28 грудня 1989    | Обсерваторія Верхнього Провансу   | Ерік Вальтер Ельст               |
| 15250 Nishiyamahiro                | 1990 DZ              | 28 лютого 1990    | Обсерваторія Кітамі               | Кін Ендате, Кадзуро Ватанабе     |
| (15251) 1990 EF2                   | 1990 EF2             | 2 березня 1990    | Обсерваторія Ла-Сілья             | Ерік Вальтер Ельст               |
| 15252 Yoshiken                     | 1990 OD1             | 20 липня 1990     | Обсерваторія Ґейсей               | Тсутому Секі                     |
| (15253) 1990 QA4                   | 1990 QA4             | 23 серпня 1990    | Паломарська обсерваторія          | Генрі Гольт                      |
| (15254) 1990 QM4                   | 1990 QM4             | 23 серпня 1990    | Паломарська обсерваторія          | Генрі Гольт                      |
| (15255) 1990 QQ8                   | 1990 QQ8             | 16 серпня 1990    | Обсерваторія Ла-Сілья             | Ерік Вальтер Ельст               |
| (15256) 1990 RD1                   | 1990 RD1             | 14 вересня 1990   | Паломарська обсерваторія          | Генрі Гольт                      |
| (15257) 1990 RQ8                   | 1990 RQ8             | 15 вересня 1990   | Обсерваторія Ла-Сілья             | Анрі Дебеонь                     |
| 15258 Алфіліпенко (Alfilipenko)    | 1990 RN17            | 15 вересня 1990   | КрАО                              | Журавльова Людмила Василівна     |
| (15259) 1990 SL7                   | 1990 SL7             | 22 вересня 1990   | Обсерваторія Ла-Сілья             | Ерік Вальтер Ельст               |
| (15260) 1990 SY8                   | 1990 SY8             | 22 вересня 1990   | Обсерваторія Ла-Сілья             | Ерік Вальтер Ельст               |
| (15261) 1990 SV12                  | 1990 SV12            | 21 вересня 1990   | Обсерваторія Ла-Сілья             | Анрі Дебеонь                     |
| 15262 Абдерхалден (Abderhalden)    | 1990 TG4             | 12 жовтня 1990    | Обсерваторія Карла Шварцшильда    | Ф. Бернґен, Лутц Шмадель         |
| 15263 Ервінґротен (Erwingroten)    | 1990 TY7             | 13 жовтня 1990    | Обсерваторія Карла Шварцшильда    | Лутц Шмадель, Ф. Бернґен         |
| 15264 Делбрюк (Delbruck)           | 1990 TU11            | 11 жовтня 1990    | Обсерваторія Карла Шварцшильда    | Ф. Бернґен, Лутц Шмадель         |
| 15265 Ернстінґ (Ernsting)          | 1990 TG13            | 12 жовтня 1990    | Обсерваторія Карла Шварцшильда    | Лутц Шмадель, Ф. Бернґен         |
| (15266) 1990 UQ3                   | 1990 UQ3             | 16 жовтня 1990    | Обсерваторія Ла-Сілья             | Ерік Вальтер Ельст               |
| 15267 Kolyma                       | 1990 VX4             | 15 листопада 1990 | Обсерваторія Ла-Сілья             | Ерік Вальтер Ельст               |
| 15268 Wendelinefroger              | 1990 WF3             | 18 листопада 1990 | Обсерваторія Ла-Сілья             | Ерік Вальтер Ельст               |
| (15269) 1990 XF                    | 1990 XF              | 8 грудня 1990     | Обсерваторія Яцуґатаке-Кобутізава | Йошіо Кушіда, Осаму Мурамацу     |
| (15270) 1991 AE2                   | 1991 AE2             | 7 січня 1991      | Обсерваторія Сайдинг-Спрінг       | Роберт Макнот                    |
| (15271) 1991 DE                    | 1991 DE              | 19 лютого 1991    | Обсерваторія Ніхондайра           | Такеші Урата                     |
| (15272) 1991 GH                    | 1991 GH              | 3 квітня 1991     | Обсерваторія Дінік                | Ацуші Суґіе                      |
| 15273 Румкорфф (Ruhmkorff)         | 1991 GQ3             | 8 квітня 1991     | Обсерваторія Ла-Сілья             | Ерік Вальтер Ельст               |
| (15274) 1991 GO6                   | 1991 GO6             | 8 квітня 1991     | Обсерваторія Ла-Сілья             | Ерік Вальтер Ельст               |
| (15275) 1991 GV6                   | 1991 GV6             | 8 квітня 1991     | Обсерваторія Ла-Сілья             | Ерік Вальтер Ельст               |
| 15276 Дібел (Diebel)               | 1991 GA10            | 14 квітня 1991    | Паломарська обсерваторія          | Керолін Шумейкер, Девід Леві     |
| (15277) 1991 PC7                   | 1991 PC7             | 6 серпня 1991     | Обсерваторія Ла-Сілья             | Ерік Вальтер Ельст               |
| 15278 Паке (Paquet)                | 1991 PG7             | 6 серпня 1991     | Обсерваторія Ла-Сілья             | Ерік Вальтер Ельст               |
| (15279) 1991 PY7                   | 1991 PY7             | 6 серпня 1991     | Обсерваторія Ла-Сілья             | Ерік Вальтер Ельст               |
| (15280) 1991 PW11                  | 1991 PW11            | 7 серпня 1991     | Паломарська обсерваторія          | Генрі Гольт                      |
| (15281) 1991 PT16                  | 1991 PT16            | 7 серпня 1991     | Паломарська обсерваторія          | Генрі Гольт                      |
| 15282 Францмарк (Franzmarc)        | 1991 RX4             | 13 вересня 1991   | Обсерваторія Карла Шварцшильда    | Ф. Бернґен, Лутц Шмадель         |
| (15283) 1991 RB8                   | 1991 RB8             | 12 вересня 1991   | Паломарська обсерваторія          | Генрі Гольт                      |
| (15284) 1991 RZ16                  | 1991 RZ16            | 15 вересня 1991   | Паломарська обсерваторія          | Генрі Гольт                      |
| (15285) 1991 RW18                  | 1991 RW18            | 14 вересня 1991   | Паломарська обсерваторія          | Генрі Гольт                      |
| (15286) 1991 RJ22                  | 1991 RJ22            | 15 вересня 1991   | Паломарська обсерваторія          | Генрі Гольт                      |
| (15287) 1991 RX25                  | 1991 RX25            | 12 вересня 1991   | Паломарська обсерваторія          | Генрі Гольт                      |
| (15288) 1991 RN27                  | 1991 RN27            | 11 вересня 1991   | Паломарська обсерваторія          | Генрі Гольт                      |
| (15289) 1991 TL                    | 1991 TL              | 1 жовтня 1991     | Обсерваторія Сайдинг-Спрінг       | Роберт Макнот                    |
| (15290) 1991 TF1                   | 1991 TF1             | 12 жовтня 1991    | Обсерваторія Сайдинг-Спрінг       | Роберт Макнот                    |
| (15291) 1991 VO1                   | 1991 VO1             | 4 листопада 1991  | Обсерваторія Кушіро               | Сейджі Уеда, Хіроші Канеда       |
| (15292) 1991 VD2                   | 1991 VD2             | 9 листопада 1991  | Обсерваторія Кушіро               | Сейджі Уеда, Хіроші Канеда       |
| (15293) 1991 VO3                   | 1991 VO3             | 4 листопада 1991  | Обсерваторія Кушіро               | Сейджі Уеда, Хіроші Канеда       |
| 15294 Андервуд (Underwood)         | 1991 VD5             | 7 листопада 1991  | Паломарська обсерваторія          | Керолін Шумейкер, Девід Леві     |
| 15295 Tante Riek                   | 1991 VA9             | 4 листопада 1991  | Обсерваторія Кітт-Пік             | Spacewatch                       |
| 15296 Tantetruus                   | 1992 AS2             | 2 січня 1992      | Обсерваторія Кітт-Пік             | Spacewatch                       |
| (15297) 1992 CF                    | 1992 CF              | 8 лютого 1992     | Обсерваторія Кійосато             | Сатору Отомо                     |
| (15298) 1992 EB13                  | 1992 EB13            | 2 березня 1992    | Обсерваторія Ла-Сілья             | UESAC                            |
| (15299) 1992 ER17                  | 1992 ER17            | 1 березня 1992    | Обсерваторія Ла-Сілья             | UESAC                            |
| (15300) 1992 RV2                   | 1992 RV2             | 2 вересня 1992    | Обсерваторія Ла-Сілья             | Ерік Вальтер Ельст               |

| ← Астероїди 10001—20000 → |             |             |             |             |             |             |             |             |             |
| 10001—10100               | 11001—11100 | 12001—12100 | 13001—13100 | 14001—14100 | 15001—15100 | 16001—16100 | 17001—17100 | 18001—18100 | 19001—19100 |
| 10101—10200               | 11101—11200 | 12101—12200 | 13101—13200 | 14101—14200 | 15101—15200 | 16101—16200 | 17101—17200 | 18101—18200 | 19101—19200 |
| 10201—10300               | 11201—11300 | 12201—12300 | 13201—13300 | 14201—14300 | 15201—15300 | 16201—16300 | 17201—17300 | 18201—18300 | 19201—19300 |
| 10301—10400               | 11301—11400 | 12301—12400 | 13301—13400 | 14301—14400 | 15301—15400 | 16301—16400 | 17301—17400 | 18301—18400 | 19301—19400 |
| 10401—10500               | 11401—11500 | 12401—12500 | 13401—13500 | 14401—14500 | 15401—15500 | 16401—16500 | 17401—17500 | 18401—18500 | 19401—19500 |
| 10501—10600               | 11501—11600 | 12501—12600 | 13501—13600 | 14501—14600 | 15501—15600 | 16501—16600 | 17501—17600 | 18501—18600 | 19501—19600 |
| 10601—10700               | 11601—11700 | 12601—12700 | 13601—13700 | 14601—14700 | 15601—15700 | 16601—16700 | 17601—17700 | 18601—18700 | 19601—19700 |
| 10701—10800               | 11701—11800 | 12701—12800 | 13701—13800 | 14701—14800 | 15701—15800 | 16701—16800 | 17701—17800 | 18701—18800 | 19701—19800 |
| 10801—10900               | 11801—11900 | 12801—12900 | 13801—13900 | 14801—14900 | 15801—15900 | 16801—16900 | 17801—17900 | 18801—18900 | 19801—19900 |
| 10901—11000               | 11901—12000 | 12901—13000 | 13901—14000 | 14901—15000 | 15901—16000 | 16901—17000 | 17901—18000 | 18901—19000 | 19901—20000 |